# Chaerephon bivittata
Chaerephon bivittata је врста сисара из реда слепих мишева (Chiroptera) и породице Molossidae.

## Распрострањење
Ареал врсте покрива средњи број држава. Врста има станиште у Судану, Етиопији, Замбији, Зимбабвеу, Кенији, Мозамбику, Танзанији, Еритреји и Уганди.

## Станиште
Станиште врсте су саване.

## Угроженост
Ова врста је наведена као последња брига, јер има широко распрострањење и честа је врста.